# Francesc Coma
 (avril 2017).
Si vous disposez d'ouvrages ou d'articles de référence ou si vous connaissez des sites web de qualité traitant du thème abordé ici, merci de compléter l'article en donnant les références utiles à sa vérifiabilité et en les liant à la section « Notes et références ».
Francesc Coma Vivas, né le 5 juin 1898 à Barcelone (Catalogne, Espagne), est un footballeur espagnol des années 1910 et 1920 qui jouait au poste de défenseur latéral gauche.

## Carrière
Francesc Coma commence à jouer avec l'Atlètic FC de Sabadell. En 1918, il est recruté par le FC Barcelone où il reste jusqu'en 1927. Avec le Barça, il joue 162 matchs officiels et marque 3 buts. Il remporte quatre Coupes d'Espagne et huit championnats de Catalogne. 
Francesc Coma joue un match avec l'équipe de Catalogne face à l'UE Sant Andreu en hommage à Gabriel Bau.

## Palmarès
Avec le FC Barcelone :
- Vainqueur de la Coupe d'Espagne en 1920, 1922, 1925 et 1926
- Champion de Catalogne en 1919, 1920, 1921, 1922, 1924, 1925, 1926 et 1927